# 格奥尔格·亚历山大 (梅克伦堡)
格奥尔格·亚历山大·安德烈阿斯·卡尔·米夏埃尔·彼得·菲利普·伊格纳茨·玛利亚（Georg Alexander Andreas Karl Michael Peter Philipp Ignaz Maria，1921年8月27日—1996年1月26日），梅克伦堡公爵，梅克伦堡-施特雷利茨大公继承人。

## 生平
格奥尔格·亚历山大是卡尔罗伯爵格奥尔格与第一任妻子俄罗斯人伊琳娜·米哈伊洛芙娜·莱耶夫斯卡娅的长子，1921年8月27日生于法国尼斯。格奥尔格·亚历山大是梅克伦堡-施特雷利茨大公格奥尔格的次子格奧爾格·奧古斯特的后代。由于祖父母的婚姻是贵庶通婚，他的父亲格奥尔格出生时无权继承梅克伦堡-施特雷利茨的大公之位，只得到卡尔罗伯爵的称号。直到1918年梅克伦堡-施特雷利茨嫡系绝嗣，1929年和1950年，俄罗斯和梅克伦堡-什未林的王位继承人先后承认卡尔罗伯爵家族的继承权。格奥尔格成为梅克伦堡-施特雷利茨大公家族族长，格奥尔格·亚历山大成为父亲的继承人。
1940年前格奥尔格·亚历山大与家人居住在梅克伦堡的兰普林城堡。1944年，他和父亲一起被盖世太保关押在萨克森豪森集中营。一年后二战结束时被释放。二战后，格奥尔格·亚历山大攻读法律。由于两德分裂，他一直没有能回到故乡。直到两德统一后的1991年夏，格奥尔格·亚历山大回到梅克伦堡的米罗居住。
1962年，他的父亲格奥尔格去世，他继位为梅克伦堡-施特雷利茨大公家族族长。1996年1月26日，格奥尔格·亚历山大在米罗去世，终年75岁。其子格奥尔格·鲍尔温成为他的继承人，并于2001年成为全梅克伦堡家族的族长。
格奥尔格·亚历山大还是馬爾他騎士團荣誉骑士。

## 婚姻与子女
1946年，格奥尔格·亚历山大与奥地利（帕拉丁系）女大公伊洛娜（Ilona Habsburg-Lothringen，1927年4月20日生）结婚。伊洛娜女大公是奥地利（帕拉丁系）大公约瑟夫·弗朗茨的次女，匈牙利国家元首约瑟夫·奥古斯特大公的孙女。格奥尔格·亚历山大与伊洛娜有一子三女：
- 长女伊丽莎白·克丽丝汀·奥古斯苔·路易丝·伊莲妮·安娜·塞西莉·玛格丽特·玛利亚·伊玛库拉塔·朔拉丝提卡·卡塔琳娜·加百列与所有圣者（Elisabeth Christine Auguste Luise Irene Anna Cecilie Margarete Maria Immakulata Scholastika Katharina Gabriele et omnes sancti，1947年3月22日生），1974年与布舍-伊彭堡男爵阿尔哈德结婚，有一子二女；
- 次女玛丽·卡特琳·伊丽莎白·亨利埃特·弗里德莉克·索菲·约瑟与所有圣者（Marie Catherine Elisabeth Henriette Friederike Sophie Josephine et omnes sancti，1949年11月14日生），1978年与沃尔夫冈·冯·瓦西耶列夫斯基结婚，有一子一女；
- 三女卡洛琳·路易丝·伊莲妮·玛格丽特·海伦·玛嘉丽塔·阿尔贝汀·康拉妲（Karoline Luise Irene Margarete Helene Margarita Albertine Konrada，1952年4月18日生），1980年与康斯坦丁·哈姆森结婚，有二子；
- 长子格奥尔格·鲍尔温·弗里德里希·弗朗茨·卡尔·施特凡·康拉德·胡贝图斯·玛利亚（Georg Borwin Friedrich Franz Karl Stephan Konrad Hubertus Maria，1956年6月10日生），格奥尔格·亚历山大的继承人，2001年成为全梅克伦堡家族的族长。

格奥尔格·亚历山大与伊洛娜于1974年离婚。